# مهدی سلوکی
محمد مهدی سلوکی (زادهٔ ۱۴ خرداد ۱۳۶۱) بازیگر ایرانی است. با اجرای برنامهٔ تلویزیونی نیم‌رخ وارد تلویزیون شد. وی برادر کوچکتر محمد سلوکی مجری تلویزیون است.
وی با بازی در سریال چراغ های خاموش در ماه رمضان ۱۳۸۰ ساخته کاظم بلوچی و پس از آن با بازی در سریال نرگس به کارگردانی سیروس مقدم شناخته و مشهور شد.

## تحصیلات
مهدی سلوکی در هنرستان مالک اشتر رشتهٔ گرافیک را برگزید و در همین مقطع بود که جذب کار تلویزیونی شد و در برنامه گنجشک و ماه حضور یافت. او در سال ۱۳۷۹ دیپلم خود را از هنرستان مالک اشتر تهران دریافت کرد.

## فیلم‌شناسی
| سال تولید | عنوان فیلم       | کارگردان          |
| --------- | ---------------- | ----------------- |
| ۱۳۹۷      | عرفان            | علیرضا شاه‌حسینی   |
| ۱۳۹۴      | ما همه گناهکاریم | حسن ناظر          |
| ۱۳۹۴      | پاشنه بلند ۲     |                   |
| ۱۳۹۳      | صفر              |                   |
| ۱۳۹۳      | بار دیگر بنگر    | سید محسن میرحسینی |
| ۱۳۹۲      | سگ‌های پوشالی     | رضا توکلی         |
| ۱۳۹۱      | دنیای پرامید     | منوچهر هادی       |
| ۱۳۸۹      | پاتو زمین نذار   | ایرج قادری        |
| ۱۳۸۷      | زادبوم           | ابوالحسن داوودی   |
| ۱۳۸۷      | کریستال          | محسن محسنی نسب    |
| ۱۳۸۶      | احضارشدگان       | آرش معیریان       |
| ۱۳۸۵      | سرگیجه           | محمد زرین‌دست      |

## سریال
- طوبی (۱۴۰۳ سعید سلطانی) - شبکه ۱
- ترور (۱۴۰۲ خیرالله تقیانی پور) - شبکه ۳
- رستگاری (۱۴۰۲ مسعود ده نمکی)-شبکه ۲
- تمام رخ (۱۴۰۱ محمود معظمی) - شبکه ۳
- آتش سرد (۱۴۰۱ رضا ابوفاضلی) - شبکه ۲
- شاهرگ (۱۳۹۹ سید جلال دهقانی اشکذری) - شبکه ۲
- ستایش ۳ (۱۳۹۸ سعید سلطانی) - شبکه ۳
- بوی باران (۱۳۹۸ محمود معظمی) - شبکه ۱
- از یادها رفته (۱۳۹۸ بهرام بهرامیان) - شبکه ۱
- آرام می‌گیریم (۱۳۹۵ روح‌الله سهرابی) - شبکه ۲
- مرز خوشبختی (۱۳۹۵ حسین سهیلی‌زاده) - شبکه ۲
- مهر طوبی (۱۳۹۴ سیدمجید موسویان) شبکه ۳
- خوب بد زشت (۱۳۹۳ منوچهر هادی) شبکه ۲
- آخرین بازی (۱۳۹۳ حسین سهیلی زاده) شبکه ۵
- ستایش ۲ (۹۲–۱۳۹۱ سعید سلطانی) شبکه ۳
- پروانه (۱۳۹۱ جلیل سامان) شبکه ۳
- راستش را بگو (۱۳۹۱ محمدرضا آهنج)
- سایه روشن (۱۳۹۰ آرش معیریان)
- پنج کیلومتر تا بهشت (۱۳۹۰ علیرضا افخمی) شبکه ۳
- ستایش (۹۰–۱۳۸۸ سعید سلطانی) شبکه ۳
- پنجمین خورشید (۱۳۸۸ علیرضا افخمی)
- نرگس (۱۳۸۵ سیروس مقدم)
- ما چند نفر (۱۳۸۵)
- باجناغ‌ها (۱۳۸۴)
- تب سرد (۸۳–۱۳۸۲ علیرضا افخمی)
- روشنایی دشت (۱۳۸۱–۱۳۸۰)
- چراغ‌های خاموش (۱۳۸۰ کاظم بلوچی)
- بوی غریب پاییز (۱۳۸۲)
- غریبانه (۱۳۸۳ قاسم جعفری)